# Zweifarbiger Laubholz-Bindenspanner
Der Zweifarbige Laubholz-Bindenspanner (Electrophaes corylata), auch als Laubholz-Bindenspanner oder Linden-Blattspanner bezeichnet, ist ein Schmetterling (Nachtfalter) aus der Familie der Spanner (Geometridae).

## Merkmale

### Falter
Die Falter erreichen eine Flügelspannweite von etwa 22 bis 30 Millimetern. Die Vorderflügel zeigen einen Wechsel von dunkelbraunen, weißlichen und rotbraunen Binden. Bei einigen Exemplaren herrschen olivgrüne Färbungen vor. Die Mittelbinde ist stark verschmälert und kann zuweilen auch unterbrochen sein. Die äußere Querlinie begrenzt das Mittelfeld und ist deutlich gezackt. Das Saumfeld ist verdunkelt und wird von einer stark gezähnten weißen Wellenlinie durchzogen. Im Apex befindet sich ein heller Fleck. Die Hinterflügel schimmern grau und sind mit einer dunklen Querlinie und einem Mittelfleck versehen.

### Raupe, Puppe
Erwachsene Raupen haben eine gelbliche oder grünliche Grundfärbung. Auf dem Rücken befinden sich rotbraune bis schwarzbraune Flecke, die am Vorder- und Hinterende besonders deutlich ausgebildet sind. Solche Flecke sind zuweilen auch auf der Bauchseite vorhanden.
Die Puppe ist gelbbraun und zeigt dunkelbraune Flecke und Querstreifen.

## Geographische Verbreitung und Vorkommen
Das Verbreitungsgebiet des Zweifarbigen Laubholz-Bindenspanners reicht von Spanien über West- und Mitteleuropa bis nach Japan. Im Norden reicht die Ausdehnung bis nach Fennoskandinavien, im Süden über Italien bis zum Balkan. Er fehlt jedoch in Portugal und Griechenland. Die Art ist bevorzugt in Buchen-, Birken-, Moor- und Mischwäldern, an buschigen Waldrändern sowie auf Streuobstwiesen und Halbtrockenrasenflächen anzutreffen.

## Lebensweise
Die Hauptflugzeit der dämmerungs- und nachtaktiven Falter umfasst die Monate Mai bis Juli. Sie besuchen auch künstliche Lichtquellen. Zu den Futterpflanzen der polyphagen Raupen zählen beispielsweise Lindenarten (Tilia), Hänge-Birke (Betula pendula), Vogelbeere (Sorbus aucuparia), Gewöhnliche Traubenkirsche (Prunus padus), Schlehdorn (Prunus spinosa) sowie Weißdorn (Crataegus), oder Hasel (Corylus). Sie leben von Juni bis September. Die Puppe überwintert.

## Gefährdung
Der Zweifarbige Laubholz-Bindenspanner kommt in allen deutschen Bundesländern vor und wird auf der Roten Liste gefährdeter Arten als nicht gefährdet geführt.